# 10条該当党員
10条該当党員（じゅうじょうがいとうとういん）とは、日本共産党において長期間にわたり活動しない党員、いわば幽霊党員を意味する言葉として使われる。党規約10条にこの件について規定があることから、この名前がある。

## 概要
日本共産党規約の第10条には、「一年以上党活動に加わらず、かつ一年以上党費を納めない党員で、その後も党組織が努力を尽くしたにもかかわらず、党員として活動する意思がない場合は、本人と協議した上で、離党の手続きを取ることができる。」と規定されている。

日本共産党の党員は、党規約46条に沿って毎月の手取り収入の1%を党費として納めなければならないが、一度入党が認められた後であれば党費を払わなかったとしても党籍を維持することはできる。党規約46条の後段には、「失業している党員、高齢または病気によって扶養を受けている党員など生活の困窮している党員の党費は、軽減し、または免除することができる」とあり、党費を払っていない党員がすべて10条該当党員という訳ではない。
1980年の第15回党大会で規約が改正される前は、期間が6ヶ月だった。1966年から1980年にかけては、「党員候補」の制度もあり、短期間で活動に参加しなくなった者を入党段階で排除することも可能だった。

## 自民党の名義貸しとの違い
自由民主党における名義貸し党員と、日本共産党における10条該当党員には、決定的な相違点がある。
自民党の職域支部では総裁選挙で支援する議員が所属する派閥の候補者を当選させたり、比例代表選挙の公認手続きを有利に進めるため、初めから自民党の活動に参加する意思のない一般社員やアルバイト、派遣までも名前だけ使うという方法で党員数を増やしていった。
しかし、日本共産党では各個人が日本共産党員として活動する意思を示し、自主的に入党の手続きを取らなければ党員になれない。すなわち、10条該当党員になったとしても全員が一度は日本共産党の綱領と規約を認めて政治活動をしようと決意したところに最大の違いがある。ただ、上述の通り党費を払わなくても党籍を維持できるため、長らく党費を納めず党の活動も行っていない幽霊党員であり現在は党の考えと異なるに至っている場合でも、本人が自主的に離党の手続きを行わない限り党員であり続ける。この点党費を払わなければ離党となる自民党とは異なる。

## 離党手続き
10条該当党員となった者を離党させるには、本人と所属する支部（ないしは党機関）の間で協議を行わなければならない。そこで将来的に党生活に復帰する意思が全くないことが確認された場合、組織は離党届を記入し、会議でこれを認め、一級上の機関に報告することで離党の手続きが成立する。ただし、「本人との協議は党組織の努力にもかかわらず不可能な場合に限り行わなくてもよい」（規約第10条後段）とも規定されており、協議の席に着かせることが難しいくらい活動から離れている者に対しては、「党員の資格を明白に失った」ものとみなして除籍の手続きを行うこともできる。
1994年（平成6年）7月の第20回党大会で規約が改正される前は、10条（当時は12条）該当党員の整理は離党ではなく除籍となっていた。1980年以前は、6ヶ月が経過した時点で協議なしに除籍することも可能だった。

## 問題点
党機関や支部によっては、10条該当党員の整理に積極的でないところもあり、党内ではしばしば問題となる。
10条該当となった党員が離党した場合、党員数が減少する。将来党活動に復帰するチャンスを摘んでしまう恐れもある。このため10条該当党員の整理ができず、既に亡くなっていたり党から心が離れてしまった未結集の人を整理できていないことが、党勢の面において問題になるという一面もある。

日本共産党では規約5条の(7)で、党大会ないしは中央委員会総会の決定文書およびそれを掲載したしんぶん赤旗日刊紙・電子版・小冊子等についてのみ、発表後速やかに読了することが義務付けられている。この規約を徹底するため、党中央委員会機関紙活動局は、党大会や中央委員会総会の開催時期になると、「長く連絡の取れない党員（10条該当党員）も含め、すべての党員に決定文書が掲載されたブランケット判（紙版のしんぶん赤旗日刊紙）を届けよう」と呼びかけ、下級組織に対して末端党員の結束固めと、10条該当党員をこれ以上発生させないためのとりくみを求めている。
もっとも10条該当党員の整理を進めた時期もある。
2010年9月の第25期第2回中央委員会総会では、「実態のない党員」を規約に則して離党させる対応を取るよう通知が出され、2年後の2012年5月全国活動者会議までに9万人以上の党員が離党したことが報告された。これについて党は「『実態のない党員』の問題は、基本的に解決した」「決定の徹底でも、党費納入でも、文字通り『100%の党づくり』をすすめようという機運が広がっている」と表明した。

## 日本社会党の制度
同様の制度は、社会民主主義を党是に掲げた日本社会党（現・社会民主党）にも存在した。
1996年（平成8年）10月に改組する前は、日本社会党も共産党と同様に各党員の実収入の1%を支部において徴収するという制度になっていた。ただし、「特別な事情で党費の納入が困難と認められる党員の党費は機関の認定によって減額または免除することができる。減額は都道府県本部、免除は中央執行委員会の認定を必要とする」とも定められており、党費を払わなかったとしても党籍を維持することができた。また、党費の滞納は当初最大6カ月、1980年代以降は最大1年間まで容認され、支部において除籍の判断をするのもそれ以降でなければならなかった。

現在の社会民主党でもこの制度の名残で、最大1年間までの党費滞納は党則上容認されている。